# Делафосс, Жан-Батист
Жан-Батист Делафосс (фр. Jean-Baptiste Delafosse; 1721, Париж — 1806, Париж) — французский рисовальщик, в том числе пастелью, гравёр офортом, резцом и акватинтой, мастер репродукционной гравюры, картограф, издатель и торговец гравюрами.

## Биография
В историографических данных сохраняются разночтения, поскольку в Национальной библиотеке Франции имеются сведениях о двух лицах, полных тёзках: Жан-Батист Делафосс (17.. —1775) и другой Жан-Батист Делафосс (1721—1806). В отношении второго упоминается его брак с Мари-Луизой-Пасифик Дервен (?—1812) и рождениe в 1762 году их дочери Мари-Николь.
Письмо, написанное аббатом Жаном-Клодом Ришаром де Сен-Ноном в 1779 году, касается Жана-Шарля Делафосса (1734—1789), проектировщика мебели и архитектурных украшений.
Известно также, что рисовальщик и гравёр Жан-Батист Делафосс был учеником гравёра Этьена Фессара. В 1765 году он занимался изучением техники акватинты, тогда ещё новой, вместе с Франсуа-Филиппом Шарпантье и Жаном-Батистом Лепренсом.
В 1771 году Жан-Батист Делафосс изобрёл градуированные графитные карандаши: он заменил натуральный графит, который тогда поставлялся из Англии, измельчёнными графитовыми карандашами разной степени твёрдости; его карандаши, представленные на экспертизу Королевской академии живописи и скульптуры, получили одобрение, после особенно благоприятных отзывов от Огюстена Пажу, Жана-Жака Башелье, Жана-Батиста Лепренса и Шарля-Николя Кошена.
Жан-Батист Делафосс осуществил в Париже знаменитое 5-ти томное издание альбома из 417 гравюр «Живописное путешествие, или описание королевств Неаполя и Сицилии» (Voyage pittoresque, ou description des royaumes de Naples et de Sicile, 1781—1786). Текст и часть гравюр выполнил аббат де Сен-Нон, орнаменты — Пьер-Филипп Шоффар. В издании принимал участие барон Д. Виван-Денон (переиздание: 1828 г.).
Брюно Невё считал это издание «самой амбициозной и самой успешной попыткой описать для всеобщего пользования, но с неукоснительной точностью, пейзажи и памятники этого неисчерпаемого Юга». Произведение, посвящённое королеве Марии-Антуанетте, «объединило таланты таких писателей и художников, как аббат де Сен-Нон, Виван Денон, Жан-Оноре Фрагонар, Луи-Жан Депре, Огюстен де Сент-Обен, одним словом, самого живого XVIII века». Пять томов, изданных Жаном-Батистом Делафоссом с 1781 по 1786 год, представляют собой «почти совершенный пример типографики и гравюры, достигнутый не только благодаря офортам на пластинах, но и благодаря полосам, флеронам и концовкам текста, большинство из которых были выгравированы самим Сен-Ноном».

## Галерея

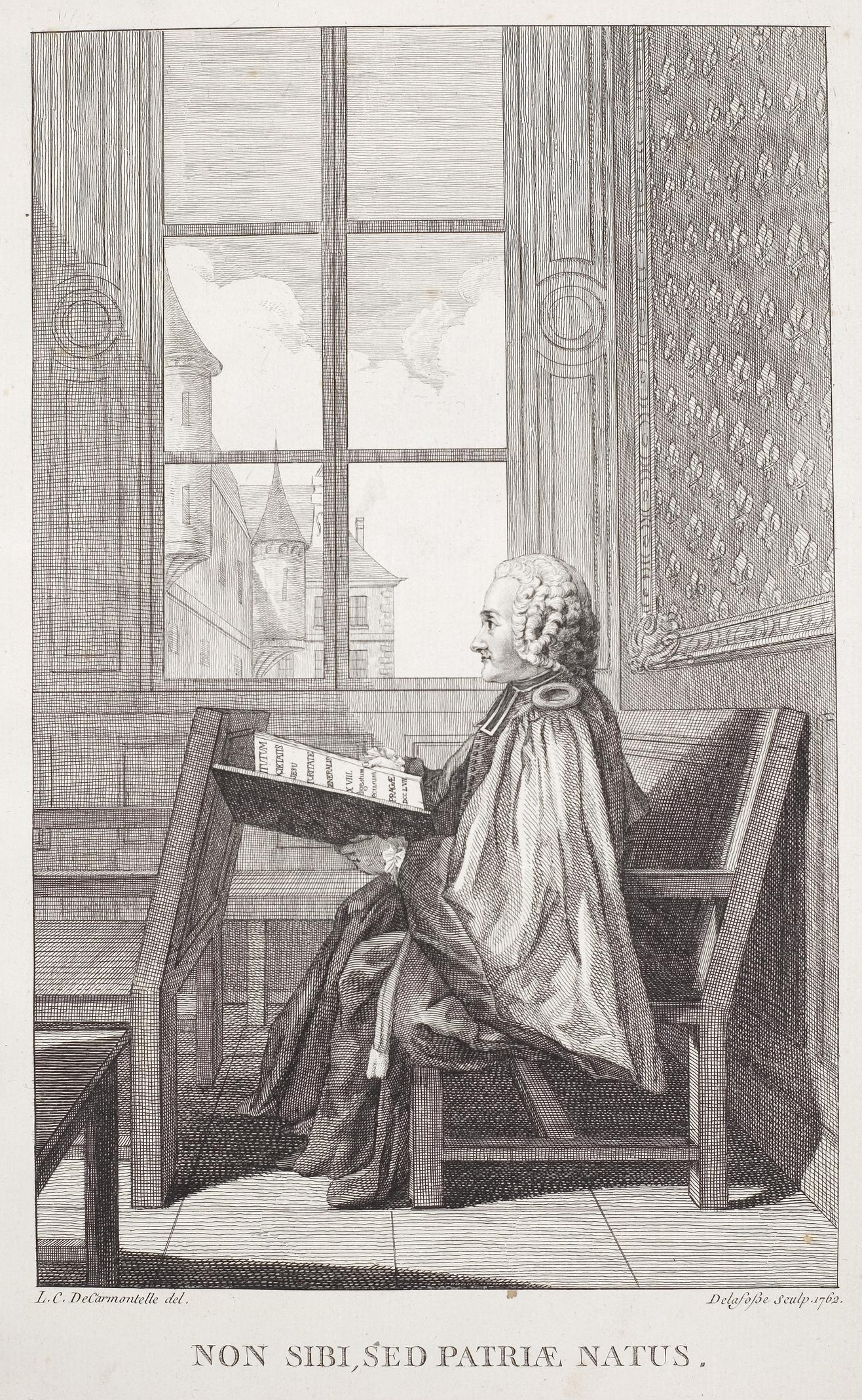
«Non sibi sed patriae natus» (лат., Рождённый не для себя, а для своей страны). Портрет аббата Шовлена, советника парламента (по оригиналу Кармонтеля). 1762. Офорт. Придворная библиотека, Вальдек Арользен, Гессен
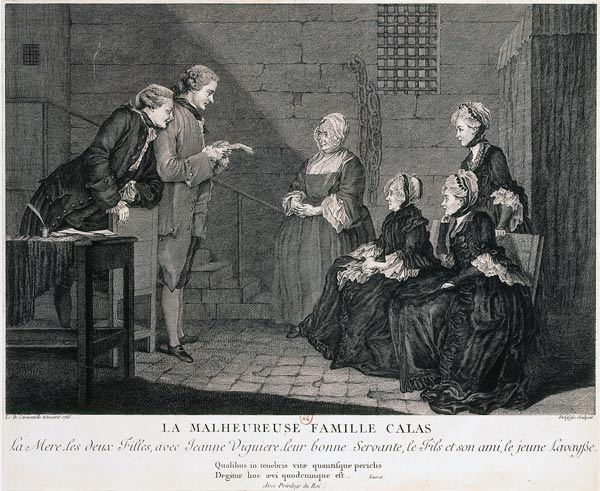
Несчастная семья Калас (по оригиналу Кармонтеля).  1765. Офорт
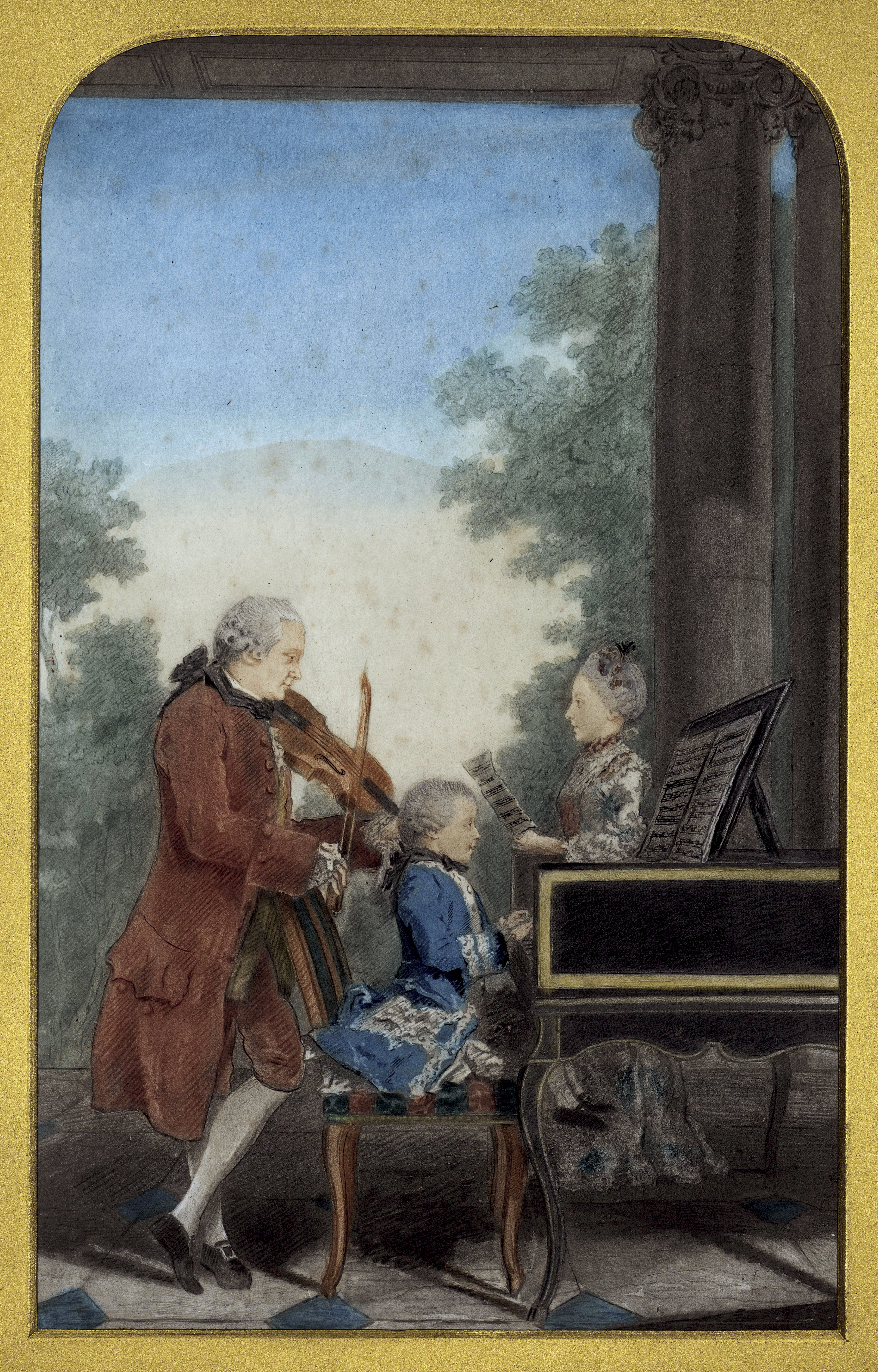
Портрет Леопольда Моцарта, отца Марианны Моцарт, виртуоза одиннадцати лет, и семилетнего композитора и учителя музыки Вольфганга Амадея Моцарта. 1764. Офорт, раскраска акварелью
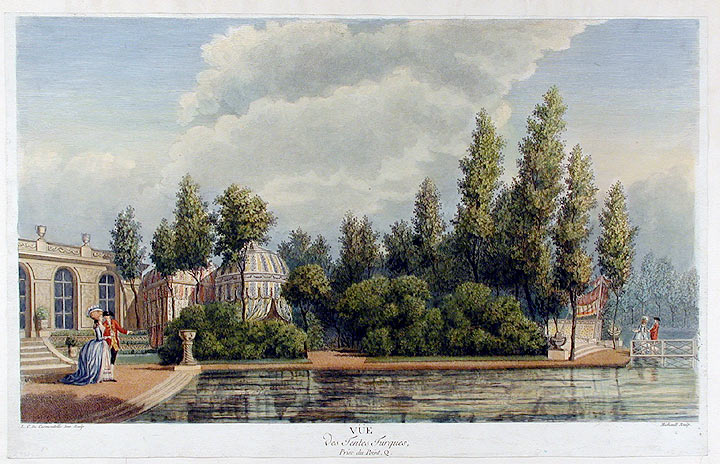
«Турецкие палатки» в парке Монсо, Париж (по картине Кармонтеля). Офорт, раскраска акварелью